# Sciaromium
Sciaromium là một chi rêu trong họ Echinodiaceae.